# 蓋瓦特湖
52°16′45″N 8°58′47″E / 52.279291°N 8.97975°E

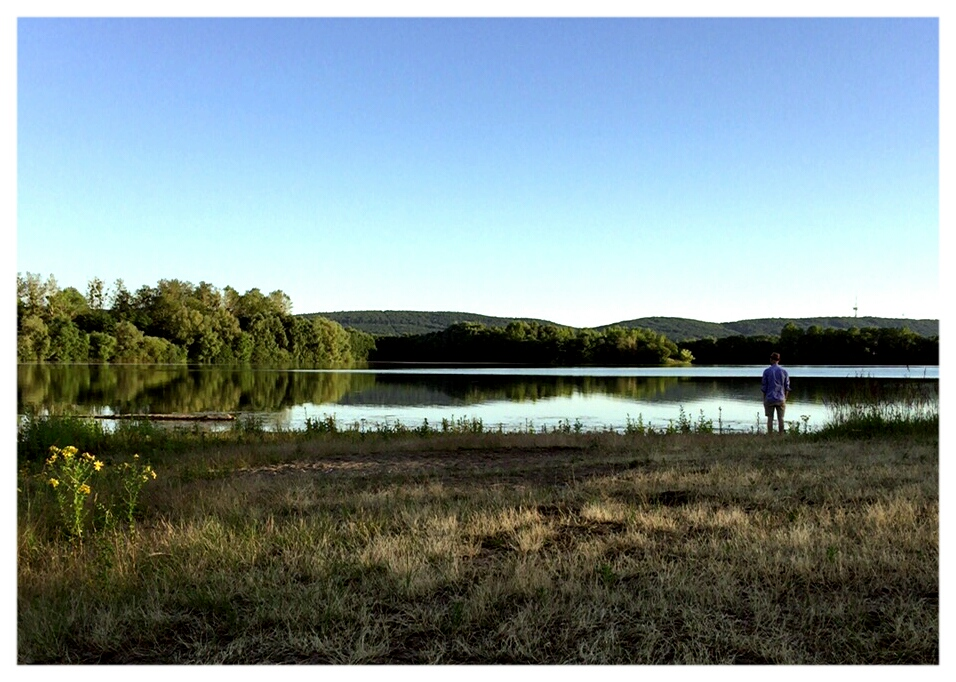

蓋瓦特湖（德語：Gevattersee），是德國的湖泊，位於該國西北部，由下薩克森州負責管轄，處於紹姆堡縣，距離比克堡3公里，長1.2公里、寬0.5公里，平均水深3.5米，最大水深6米。